# Риполи (Кунео)
Риполи је насеље у Италији у округу Кунео, региону Пијемонт.
Према процени из 2011. у насељу је живело 78 становника. Насеље се налази на надморској висини од 675 м.